# FOSTA-SESTA
Les lois Stop Enabling Sex Traffickers Act (SESTA) et Allow States and Victims to Fight Online Sex Trafficking Act (FOSTA) sont deux législations américaines qui, sous le nom de FOSTA-SESTA package, entrent en vigueur le 11 avril 2018. Elles clarifient les lois relatives au trafic sexuel aux États-Unis et interdisent d'aider, de faciliter ou de soutenir, en connaissance de cause, la traite sexuelle ; elles portent des amendements à la section 230 du Communications Decency Act (qui exonérait de toute responsabilité civile les fournisseurs de services en ligne concernant les actes de leurs utilisateurs) pour lever l'immunité quant à l'application des lois, au niveau fédéral ou au niveau d'un État, concernant la traite sexuelle.
La loi est présentée par le sénateur Rob Portman, qui avait auparavant lancé une enquête sur les petites annonces de Backpage (site web accusé de favoriser le trafic sexuel contre les enfants) ; il soutient que la section 230 permettait de protéger des « pratiques commerciales douteuses » alors qu'elle n'avait pas vocation à offrir une immunité aux sites web qui facilitent le trafic sexuel. Le SESTA bénéficie de l'appui de sénateurs américains des deux partis, de l'Internet Association et de diverses sociétés comme 21st Century Fox et Oracle.
Le SESTA est intégré dans le projet de loi, en même temps que le FOSTA (Allow States and Victims to Fight Online Sex Trafficking Act) et les deux projets sont présentés, conjointement, sous le nom de FOSTA-SESTA package. Le 27 février 2018, la Chambre des représentants adopte la loi par 388 voix favorables contre 25 défavorables. Le 21 mars 2018, le Sénat adopte la loi par 97 voix contre 2 (seuls Ron Wyden et Rand Paul s'y sont opposés). Le 11 avril 2018, le président Donald Trump signe la loi,.